# Nick Ingels
Nick Ingels (Eeklo, 2 de setembre de 1984) va ser un ciclista belga, professional des del 2005 fins al 2008.

## Palmarès
- 2005
  - 1r a la Omloop Het Volk sub-23